# Trophodiscus uber
Trophodiscus uber är en sjöstjärneart som beskrevs av Alexander Michailovitsch Djakonov 1927. Trophodiscus uber ingår i släktet Trophodiscus och familjen kamsjöstjärnor. Inga underarter finns listade i Catalogue of Life.